# عبد الله الواكد
عبد الله الواكد الشهراني، من مواليد 29 سبتمبر 1975 في السعودية، لاعب كرة قدم سعودي.
بدء مسيرتة الكروية مع نادي الشباب السعودي وحقق معه البطولة الآسيوية
ثم انتقل للأهلي ثم الاتحاد وفي عام 2007 إلى نادي النصر ولعب له لموسمين ثم اعتزل الكرة.
السعودي
كان لاعب محور مميز ويتميز بالتهديف وتسديداته القوية والتصويب الجيد، كما تميز بإجادة الكرات الثابتة

## أشهر أهدافه
من أشهر أهدافه هدفه في مرمى البحرين في تصفيات كأس العالم 2002 وهدفه في مرمى الأروغواي في مباراة ودية.

## روابط خارجية
- عبد الله الواكد على موقع الاتحاد الدولي (مؤرشف)  (الإنجليزية)
- عبد الله الواكد على موقع قاعدة بيانات كرة القدم.إي يو (الإنجليزية)
- عبد الله الواكد على موقع ناشيونال فوتبول تيمز (الإنجليزية)
- عبد الله الواكد على موقع عالم كرة القدم.نت (الإنجليزية)
- عبد الله الواكد على موقع أوليمبيديا (الإنجليزية)